# 関口氏成
関口 氏成（せきぐち うじなり）は、日本の江戸時代初期の武術家。通称は弥伍右衛門。

## 人物
駿河今川氏の庶流・関口氏の7代目で、初代花沢城主の関口氏録の一門。桶狭間の戦い以降、徳川氏に仕えた。
関口新心流開祖・関口氏心の甥とされるが、生没年不詳のため定かではない。氏成の系統は和新心流（現、新心流居合術）と呼ばれ、居合の流派となり、彦根藩・津藩・尾張藩・郡上藩・桑名藩・松代藩・西尾藩・岩村藩などに広まった。
幕末においては、その流れに郡上藩の坂田茂平次（坂田林左衛門・凌霜隊副長）、彦根藩の井伊直弼、明治・大正においては西尾藩の鈴木助次郎の名が見られる。